# Anthony O'Connor
Anthony Dean O'Connor, né le 25 octobre 1992 à Cork, est un footballeur irlandais. Il évolue au poste de défenseur ou milieu de terrain à Harrogate.

## Biographie

### En club
Il participe à la Ligue Europa avec l'équipe d'Aberdeen.
Le 14 juin 2018, il rejoint Bradford.
Le 11 janvier 2023, il rejoint Harrogate.

### En équipe nationale
Avec les moins de 19 ans, il participe au championnat d'Europe des moins de 19 ans en 2011. Lors de cette compétition, il joue cinq matchs, inscrivant un doublé contre la Grèce en phase de groupe. L'Irlande est battue en demi-finale par l'Espagne.

## Palmarès
Aberdeen
- Coupe d'Écosse
  - Finaliste : 2017